# ترانسدانوبيا الوسطى
ترانسدانوبيا الوسطى هي واحدة من سبع مناطق بالمجر المحددة منذ 1966 وتتكون من ثلاث مقاطعات : فيير، كوماروم-إسترغوم، فسبرم.